# Coppa Italia Serie D 2023-2024
La Coppa Italia Serie D 2023-2024 è stata la ventiquattresima edizione della manifestazione organizzata dalla Lega Nazionale Dilettanti.

## Partecipanti
Alla competizione partecipano in questa edizione 166 delle 167 squadre iscritte al campionato di Serie D 2023-2024: l'unica esclusa è La Fenice Amaranto, iscritta in sovrannumero al campionato a seguito dell'esclusione della Reggina dai campionati professionistici. La competizione si svolge interamente a eliminazione diretta e ha preso il via il 26 agosto 2023.

## Regolamento
Come di consueto tutti i turni sono a eliminazione diretta. 76 squadre disputano il turno preliminare e le 38 vincenti accedono al primo turno (sessantaquattresimi di finale) dove raggiungono le 90 squadre esentate dal turno preliminare.
Il fattore campo è determinato per sorteggio nel turno preliminare, nel primo turno e nei trentaduesimi di finale. Nei sedicesimi di finale, negli ottavi di finale e nei quarti di finale, invece, gioca in casa la squadra che nel turno precedente ha giocato in trasferta e viceversa, procedendosi col sorteggio solo nel caso di sfida tra due squadre che, nel turno precedente, abbiano giocato entrambe in casa oppure entrambe in trasferta.
Da questa stagione le semifinali tornano a disputarsi con gare di andata e ritorno, come accadeva fino al 2019-2020; il fattore campo viene deciso per sorteggio. La finale si disputa in un doppio incontro di andata e ritorno. Gli accoppiamenti di tutti i turni sono guidati da criteri di vicinanza geografica.

## Date
| Fase              | Turno                   | Andata                                        | Ritorno                                       |
| ----------------- | ----------------------- | --------------------------------------------- | --------------------------------------------- |
| Turno preliminare | Turno preliminare       | 26-27 agosto, 3-13 settembre 2023             | 26-27 agosto, 3-13 settembre 2023             |
| Turno preliminare | Primo turno             | 2-3-13-27 settembre 2023                      | 2-3-13-27 settembre 2023                      |
| Fase finale       | Trentaduesimi di finale | 17-18-26 ottobre 2023                         | 17-18-26 ottobre 2023                         |
| Fase finale       | Sedicesimi di finale    | 15-22-29 novembre 2023                        | 15-22-29 novembre 2023                        |
| Fase finale       | Ottavi di finale        | 29 novembre, 6 dicembre 2023, 17 gennaio 2024 | 29 novembre, 6 dicembre 2023, 17 gennaio 2024 |
| Fase finale       | Quarti di finale        | 7-10-11 febbraio 2024                         | 7-10-11 febbraio 2024                         |
| Fase finale       | Semifinali              | 28 febbraio 2024                              | 13-20 marzo 2024                              |
| Fase finale       | Finale                  | 25 maggio 2024                                | 29 maggio 2024                                |

## Calendario

### Turni eliminatori

#### Turno preliminare
Sono 76 le squadre impegnate per il preliminare: le 36 società neopromosse, le 7 retrocesse dalla Lega Pro, i 17 club vincenti i play-out 2022-2023 e salve con un distacco superiore agli 8 punti, le 9 società classificate al termine della scorsa stagione al 12º posto dei gironi a 18 sodalizi, al 14º in quelli a 20 squadre, le 6 squadre ripescate, il Casarano con la peggiore classifica nella Coppa Disciplina. Gli abbinamenti del turno preliminare sono stati pubblicati l'11 agosto 2023. L'incontro Lavagnese-Cenaia è stato rinviato di una settimana in seguito all'allerta arancione emessa dalla Regione Liguria, mentre Progresso-Piacenza è stato rinviato al 13 settembre 2023 in attesa delle sentenze del Consiglio di Stato del 30 agosto 2023 che, confermando l'esclusione della Reggina e l'ammissione del Lecco in Serie B, hanno confermato la mancata riammissione del Piacenza in Serie C ed il ripescaggio del Progresso dall'Eccellenza.
| Squadra 1             | Risultato       | Squadra 2           |
| --------------------- | --------------- | ------------------- |
| 26 agosto 2023        |                 |                     |
| Grosseto              | 4 - 1           | Certaldo            |
| Atletico Uri          | 0 - 3           | Latte Dolce         |
| 27 agosto 2023        |                 |                     |
| Portogruaro           | 1 - 1 (4-5 dtr) | Chions              |
| Treviso               | 1 - 1 (4-6 dtr) | Dolomiti Bellunesi  |
| Clivense              | 0 - 0 (3-4 dtr) | Bassano             |
| Montecchio            | 0 - 0 (3-2 dtr) | Mori Santo Stefano  |
| Breno                 | 0 - 1           | Atletico Castegnato |
| Real Calepina         | 3 - 1           | Caravaggio          |
| Tritium               | 0 - 2           | Sangiuliano City    |
| Crema                 | 2 - 1           | Sant'Angelo         |
| Folgore Caratese      | 0 - 1           | Club Milano         |
| Città di Varese       | 2 - 1           | Vogherese           |
| Chisola               | 2 - 0           | Pinerolo            |
| Derthona              | 1 - 0           | Albenga             |
| RG Ticino             | 2 - 2 (7-6 dtr) | Alba                |
| Lentigione            | 2 - 2 (4-5 dtr) | Borgo San Donnino   |
| Imolese               | 1 - 0           | Victor San Marino   |
| Montevarchi           | 0 - 0 (1-3 dtr) | Figline             |
| San Donato Tavarnelle | 1 - 2           | Mobilieri Ponsacco  |
| Trestina              | 0 - 0 (2-4 dtr) | Sansepolcro         |
| Atletico Ascoli       | 1 - 0           | Forsempronese       |
| L’Aquila              | 0 - 0 (3-5 dtr) | Notaresco           |
| Avezzano              | 2 - 1           | Sora                |
| Boreale DonOrione     | 1 - 1 (3-5 dtr) | Anzio               |
| Ostia Mare            | 3 - 0           | Budoni              |
| Campobasso            | 2 - 1           | Termoli             |
| Angri                 | 0 - 0 (4-3 dtr) | Gelbison            |
| Nocerina              | 3 - 2           | Ischia              |
| Gladiator             | 1 - 2           | San Marzano         |
| Portici               | 0 - 0 (2-3 dtr) | Manfredonia         |
| Fidelis Andria        | 3 - 0           | Gravina             |
| Casarano              | 2 - 0           | Gallipoli           |
| Castrovillari         | 0 - 1           | Rotonda             |
| San Luca              | 0 - 2           | Gioiese             |
| Siracusa              | 1 - 2           | Ragusa              |
| Akragas               | 3 - 0           | Igea Virtus         |
| 3 settembre 2023      |                 |                     |
| Lavagnese             | 4 - 1           | Cenaia              |
| 13 settembre 2023     |                 |                     |
| Progresso             | 0 - 0 (3-1 dtr) | Piacenza            |

#### Primo turno
Il primo turno prevede la disputa di n. 64 gare di sola andata riservato alle seguenti squadre: 38 vincenti il turno preliminare; 90 aventi diritto. Gli abbinamenti del primo turno sono stati pubblicati il 18 agosto 2023. Gli incontri Ghiviborgo-Lavagnese e Borgo San Donnino-Progresso sono stati rinviati rispettivamente al 13 ed al 27 settembre in seguito allo slittamento degli impegni di Lavagnese e Progresso nel turno preliminare contro Cenaia e Piacenza.
| Squadra 1                 | Risultato         | Squadra 2               |
| ------------------------- | ----------------- | ----------------------- |
| 2 settembre 2023          |                   |                         |
| Dolomiti Bellunesi        | 1 - 1 (6-5 dtr)   | Montebelluna            |
| Fezzanese                 | 1 - 1 (5-4 dtr)   | Ligorna                 |
| Carpi                     | 1 - 1 (3-5 dtr)   | Corticella              |
| Mezzolara                 | 2 - 2 (8-9 dtr)   | Ravenna                 |
| Sammaurese                | 1 - 2             | Imolese                 |
| Seravezza                 | 1 - 2             | Livorno                 |
| 3 settembre 2023          |                   |                         |
| Cjarlins Muzane           | 0 - 0 (1-4 dtr)   | Chions                  |
| Virtus Bolzano            | 3 - 0             | Bassano                 |
| Montecchio                | 4 - 2             | Caldiero                |
| Mestre                    | 1 - 2             | Luparense               |
| Campodarsego              | 2 - 0             | Adriese                 |
| Union Clodiense CS        | 3 - 1             | Este                    |
| Palazzolo                 | 5 - 1             | Atletico Castegnato     |
| Real Calepina             | 4 - 2             | Brusaporto              |
| Villa Valle               | 2 - 3             | Casatese                |
| Fanfulla                  | 2 - 0             | Sangiuliano City        |
| Alcione                   | 4 - 1             | Club Milano             |
| Varesina                  | 2 - 0             | Città di Varese         |
| Ponte San Pietro          | 2 - 2 (12-11 dtr) | Virtus CiseranoBergamo  |
| Desenzano                 | 1 - 0             | Crema                   |
| Castellanzese             | 1 - 1 (8-7 dtr)   | Legnano                 |
| Gozzano                   | 0 - 3             | Arconatese              |
| Borgosesia                | 1 - 1 (5-6 dtr)   | PDHAE                   |
| Bra                       | 2 - 1             | Derthona                |
| Chieri                    | 2 - 2 (5-6 dtr)   | Asti                    |
| Chisola                   | 1 - 1 (8-7 dtr)   | RG Ticino               |
| Vado                      | 1 - 0             | Sanremese               |
| Pistoiese                 | 1 - 0             | Prato                   |
| Real Forte Querceta       | 2 - 2 (3-5 dtr)   | Poggibonsi              |
| Follonica Gavorrano       | 2 - 2 (5-3 dtr)   | Tau Altopascio          |
| Pianese                   | 0 - 2             | Grosseto                |
| Sangiovannese             | 3 - 0             | Figline                 |
| Aglianese                 | 3 - 1             | Mobilieri Ponsacco      |
| Sansepolcro               | 2 - 2 (7-6 dtr)   | Orvietana               |
| Forlì                     | 3 - 1             | United Riccione         |
| Vigor Senigallia          | 0 - 1             | Fano                    |
| Sambenedettese            | 1 - 0             | Atletico Ascoli         |
| Chieti                    | 2 - 2 (4-6 dtr)   | Notaresco               |
| Tivoli                    | 1 - 1 (8-7 dtr)   | Avezzano                |
| Ostia Mare                | 1 - 1 (5-4 dtr)   | Anzio                   |
| Cynthialbalonga           | 3 - 0             | Cassino                 |
| Flaminia CivitaCastellana | 1 - 1 (4-5 dtr)   | NF Ardea                |
| Trastevere                | 4 - 2             | Romana                  |
| Roma City                 | 0 - 2             | Real Monterotondo Scalo |
| Costa Orientale Sarda     | 0 - 2             | Latte Dolce             |
| Vastogirardi              | 0 - 3             | Campobasso              |
| Vibonese                  | 2 - 0             | Gioiese                 |
| Lamezia Terme             | 2 - 0             | Locri                   |
| Matera                    | 2 - 2 (7-8 dtr)   | Rotonda                 |
| Casarano                  | 2 - 0             | Nardò                   |
| Fasano                    | 2 - 1             | Team Altamura           |
| Martina                   | 0 - 0 (1-3 dtr)   | Fidelis Andria          |
| Barletta                  | 1 - 1 (6-7 dtr)   | Bitonto                 |
| Manfredonia               | 2 - 3             | San Marzano             |
| Nocerina                  | 2 - 2 (14-15 dtr) | Angri                   |
| Cavese                    | 1 - 0             | Palmese                 |
| Santa Maria Cilento       | 1 - 2             | Paganese                |
| Real Casalnuovo           | 3 - 0             | Matese                  |
| Sant'Agata                | 0 - 3             | Trapani                 |
| Ragusa                    | 0 - 1             | Akragas                 |
| Licata                    | 0 - 0 (2-3 dtr)   | Canicattì               |
| Sancataldese              | 0 - 0 (5-4 dtr)   | Acireale                |
| 13 settembre 2023         |                   |                         |
| Ghiviborgo                | 3 - 1             | Lavagnese               |
| 27 settembre 2023         |                   |                         |
| Borgo San Donnino         | 2 - 2 (6-4 dtr)   | Progresso               |

### Fase finale

#### Trentaduesimi di finale
I trentaduesimi di finale si sono disputati tra martedì 17 e giovedì 26 ottobre. L'incontro tra Cavese e Rotonda è stato sospeso ed è ripreso mercoledì 15 novembre 2023.
| Squadra 1               | Risultato       | Squadra 2        |
| ----------------------- | --------------- | ---------------- |
| 17 ottobre 2023         |                 |                  |
| Forlì                   | 1 - 3           | Imolese          |
| 18 ottobre 2023         |                 |                  |
| Dolomiti Bellunesi      | 2 - 0           | Virtus Bolzano   |
| Luparense               | 3 - 1           | Chions           |
| Union Clodiense CS      | 1 - 0           | Ravenna          |
| Campodarsego            | 1 - 0           | Montecchio       |
| Arconatese              | 0 - 0 (4-3 dtr) | Alcione          |
| Castellanzese           | 0 - 2           | Varesina         |
| Palazzolo               | 0 - 0 (5-4 dtr) | Desenzano        |
| Real Calepina           | 0 - 0 (5-4 dtr) | Ponte San Pietro |
| Asti                    | 1 - 0           | PDHAE            |
| Chisola                 | 1 - 2           | Bra              |
| Casatese                | 1 - 0           | Fanfulla         |
| Fezzanese               | 0 - 1           | Vado             |
| Livorno                 | 1 - 1 (5-4 dtr) | Ghiviborgo       |
| Poggibonsi              | 1 - 1 (3-0 dtr) | Aglianese        |
| Follonica Gavorrano     | 2 - 1           | Sangiovannese    |
| Sansepolcro             | 1 - 1 (4-2 dtr) | Pistoiese        |
| Borgo San Donnino       | 0 - 3           | Corticella       |
| Fano                    | 1 - 1 (5-4 dtr) | Sambenedettese   |
| S.N. Notaresco          | 0 - 1           | Campobasso       |
| Tivoli                  | 1 - 0           | Ostia Mare       |
| Trastevere              | 2 - 0           | Latte Dolce      |
| Real Monterotondo Scalo | 1 - 1 (1-3 dtr) | Cynthialbalonga  |
| Fasano                  | 3 - 3 (5-6 dtr) | Casarano         |
| Fidelis Andria          | 2 - 1           | Bitonto          |
| San Marzano             | 2 - 2 (3-5 dtr) | Paganese         |
| Cavese                  | 3 - 0           | Rotonda          |
| Angri                   | 3 - 1           | Real Casalnuovo  |
| Vibonese                | 1 - 1 (4-5 dtr) | Lamezia Terme    |
| Akragas                 | 1 - 1 (5-3 dtr) | Canicattì        |
| Trapani                 | 2 - 1           | Sancataldese     |
| 26 ottobre 2023         |                 |                  |
| Grosseto                | 2 - 3           | NF Ardea         |

#### Sedicesimi di finale
I sedicesimi di finale si sono disputati tra mercoledì 15 e mercoledì 29 novembre 2023 (quando fra gli altri si è disputato Paganese-Cavese, posticipato in attesa del completamento della sfida Cavese-Rotonda del turno precedente). Il Lamezia Terme si è ritirato dalla competizione.
| Squadra 1           | Risultato       | Squadra 2          |
| ------------------- | --------------- | ------------------ |
| 15 novembre 2023    |                 |                    |
| Dolomiti Bellunesi  | 1 - 0           | Luparense          |
| Campodarsego        | 0 - 1           | Union Clodiense CS |
| Varesina            | 1 - 0           | Arconatese         |
| Palazzolo           | 2 - 1           | Real Calepina      |
| Asti                | 1 - 2           | Bra                |
| Vado                | 1 - 1 (2-4 dtr) | Casatese           |
| Follonica Gavorrano | 3 - 1           | Sansepolcro        |
| Corticella          | 0 - 2           | Imolese            |
| NF Ardea            | 2 - 1           | Tivoli             |
| Cynthialbalonga     | 0 - 0 (5-3 dtr) | Trastevere         |
| Casarano            | 0 - 3 (tav.)    | Fidelis Andria     |
| Lamezia Terme       | 0 - 3 (tav.)    | Angri              |
| Akragas             | 0 - 3           | Trapani            |
| 22 novembre 2023    |                 |                    |
| Livorno             | 3 - 0           | Poggibonsi         |
| 29 novembre 2023    |                 |                    |
| Campobasso          | 1 - 0           | Fano               |
| Paganese            | 0 - 0 (3-5 dtr) | Cavese             |

#### Ottavi di finale
Sei incontri degli ottavi di finale della Coppa Italia di Serie D si sono giocati mercoledì 29 novembre. Alcuni ritardi relativi al turno precedente (i posticipi delle partite di Campobasso e Cavese e la decisione del giudice sportivo su Casarano-Fidelis Andria) hanno invece fatto posticipare Imolese-Campobasso a mercoledì 6 dicembre 2023 e Fidelis Andria-Cavese a mercoledì 17 gennaio 2024.

Non disputata la sfida tra Trapani e Angri, vista l'indisponibilità della formazione campana a recarsi in Sicilia a causa delle avverse condizioni meteorologiche: la Lega Nazionale Dilettanti non ha accettato la richiesta di rinvio e, di conseguenza, il Trapani vince 3-0 a tavolino.
| Squadra 1           | Risultato       | Squadra 2          |
| ------------------- | --------------- | ------------------ |
| 29 novembre 2023    |                 |                    |
| Union Clodiense CS  | 2 - 0           | Dolomiti Bellunesi |
| Varesina            | 3 - 0           | Palazzolo          |
| Bra                 | 0 - 1           | Casatese           |
| Follonica Gavorrano | 3 - 0 (tav.)    | Livorno            |
| Cynthialbalonga     | 1 - 1 (8-9 dtr) | NF Ardea           |
| Trapani             | 3 - 0 (tav.)    | Angri              |
| 6 dicembre 2023     |                 |                    |
| Imolese             | 1 - 0           | Campobasso         |
| 17 gennaio 2024     |                 |                    |
| Fidelis Andria      | 3 - 1           | Cavese             |

#### Quarti di finale
| Squadra 1          | Risultato       | Squadra 2           |
| ------------------ | --------------- | ------------------- |
| 7 febbraio 2024    |                 |                     |
| Fidelis Andria     | 1 - 2           | Trapani             |
| 10 febbraio 2024   |                 |                     |
| NF Ardea           | 0 - 1           | Imolese             |
| 11 febbraio 2024   |                 |                     |
| Union Clodiense CS | 0 - 0 (1-3 dtr) | Varesina            |
| Casatese           | 1 - 1 (5-6 dtr) | Follonica Gavorrano |

#### Semifinali
| Squadra 1                        | Totale | Squadra 2           | Andata | Ritorno |
| -------------------------------- | ------ | ------------------- | ------ | ------- |
| 28 febbraio 2024 / 13 marzo 2024 |        |                     |        |         |
| Varesina                         | 3 - 4  | Follonica Gavorrano | 2 - 2  | 1 - 2   |
| 28 febbraio 2024 / 20 marzo 2024 |        |                     |        |         |
| Imolese                          | 1 - 3  | Trapani             | 1 - 2  | 0 - 1   |

#### Finale
La finale si disputa in gara doppia: 25 maggio (andata) e 29 maggio (ritorno) 2024.
| Squadra 1                       | Totale | Squadra 2           | Andata | Ritorno |
| ------------------------------- | ------ | ------------------- | ------ | ------- |
| 25 maggio 2024 / 29 maggio 2024 |        |                     |        |         |
| Trapani                         | 2 - 1  | Follonica Gavorrano | 0 - 1  | 2 - 0   |

| Arbitro: | Dorillo (Torino) |

|  |           |            |
|  | Marcatori | 46’ Regoli |

| Arbitro: | Pizzi (Bergamo) |

|  |           |                             |
|  | Marcatori | 41’ (rig.) Kragl 64’ Samake |